# José Alfredo Caires de Nobrega
José Alfredo Caires De Nobrega SCJ (ur. 12 kwietnia 1951 w Caniço) – portugalski duchowny katolicki posługujący na Madagaskarze, sercanin, biskup diecezji Mananjary od 2001.

## Życiorys
Święcenia kapłańskie przyjął 28 grudnia 1980 w Zgromadzeniu Księży Najświętszego Serca Jezusowego. Zaraz po święceniach wyjechał z grupą portugalskich sercanów do Madagaskaru. Był m.in. mistrzem nowicjatu w Ansirabé (1998-2001).

### Episkopat
30 października 2000 roku został mianowany przez papieża Jana Pawła II biskupem diecezji Mananjary. Sakrę przyjął 18 marca 2001 z rąk arcybiskupa Philiberta Randriambololony.
16 stycznia 2014 został mianowany administratorem apostolskim sede vacante et ad nutum Sanctae Sedis diecezji Farafangana.